# 지쿠마시
지쿠마시(일본어: 千曲市)는 일본 나가노현 북부 호쿠신 지방의 지쿠마강 중류에 있는 시이다.
2003년 9월 1일에 고쇼쿠시, 하니시나군 도구라정, 사라시나군 가미야마다정 등 3개 시정의 합병으로 탄생했다. 시청은 고쇼쿠 청사, 도구라 청사, 가미야마다 청사로 기능을 분산한다.
구 도구라정과 구 가미야마다정은 메이지 시대에 세워져 100년 남짓의 역사를 가지는 도구라카미야마다 온천으로 알려져 있는 유명한 온천의 땅이다. 구 고쇼쿠시는 고훈 시대의 시나노국 대왕의 분묘로 여겨지는 고분군이 위치한다. 또 에도 시대에는 젠코지 가도의 최대 슈쿠바이자 메이지 시대에 호쿠신 제일의 상업 도시로 번창한 이나리야마주쿠가 있었고 사실상 홋코쿠 가도와 홋코쿠니시 가도의 합류점이자 젠코지 가도에서 다니카이도가 분기하는 교통의 요충지였다. 현재도 나가노 자동차도와 조신에쓰 자동차도의 합류점인 고쇼쿠 JCT가 있다.

## 인접하는 자치체
- 나가노시
- 우에다시
- 히가시치쿠마군 오미촌, 지쿠호쿠촌
- 하니시나군 사카키정

## 역사
- 1940년 4월 17일 - 도구라촌이 정으로 승격해 도구라정이 되었다.
- 1954년 11월 3일 - 가미야다마촌이 정으로 승격해 가미야마다정이 되었다.
- 1959년 6월 - 하니시나군 야시로정, 하뉴정, 사라시나군 이나리야마정, 야와타촌이 합병해 고쇼쿠시가 성립하였다.
- 2003년 9월 1일 - 고쇼쿠시, 사라시나군 가미야마다정, 하니시나군 도구라정이 합병해 지쿠마시가 성립하였다.

## 교통

### 철도
- 동일본 여객철도 시노노이선
- 시나노 철도 시나노 철도선

### 도로
- 나가노 자동차도
- 조신에쓰 자동차도
- 국도 18호선
- 국도 403호선

## 인구
| 연도 | 인구   | ±%     |
| ---- | ------ | ------ |
| 1940 | 44,066 | —      |
| 1950 | 57,213 | +29.8% |
| 1960 | 53,972 | −5.7%  |
| 1970 | 54,870 | +1.7%  |
| 1980 | 60,106 | +9.5%  |
| 1990 | 61,954 | +3.1%  |
| 2000 | 64,549 | +4.2%  |
| 2010 | 62,082 | −3.8%  |
| 2020 | 58,852 | −5.2%  |

|                                              | |
| 지쿠마시의 전국의 연령별 인구 분포（2005년） | 지쿠마시의 연령·남녀별 인구 분포（2005년）                                                                                |
| ■자주색 ― 지쿠마시 ■녹색 ― 일본전국          | ■파랑색 ― 남자 ■빨간색 ― 여자                                                                                             |
| · 지쿠마시（에 해당되는 지역）의 인구추이    | |
| 일본 총무성 통계국 국세조사 결과             | |
|                                              | 이 그래프는 더 이상 지원되지 않는 레거시 그래프 확장 기능을 사용하고 있습니다. 새로운 차트 확장 기능으로 변환해야 합니다. |